# Стонога, Андрей Андреевич
Андрей Андреевич Стонога (1903, Благовещенск — 1991, Киев) — советский военачальник, полковник ВС СССР и Народного Войска Польского.

## Биография
Окончил 10-классную школу в Свободном, в РККА с 1923 года, окончил командирские курсы. Участник Великой Отечественной войны на Карельском, Донском и 1-м Украинском фронтах, участник обороны Москвы и Сталинграда. В 1941 году был контужен в результате взрыва бомбы, в 1943 году ранен в руку.
С 23 марта 1943 года — полковник. С октября 1943 по октябрь 1944 годов командовал 9-й инженерно-сапёрной бригадой, с которой в марте 1944 года в составе 1-й гвардейской армии участвовал в освобождении Проскурова, в честь чего бригаде было присвоено почётное наименование «Проскуровская». Участник освобождения города Мукачево 26 октября 1944 года.
В октябре 1944 года полковник Стонога был направлен в Народное войско польское, командовал там 5-й сапёрной бригадой имени Игнация Прондзинского, с которой занимался разминированием Варшавы весной 1945 года, а также разминирования Пултуска, побережья рек Нарев и Бебжа, областей Вармия и Мазурия. С 1 марта 1946 года — командир 5-го Мазурского сапёрного полка, вернулся в СССР в конце сентября 1946 года. Награждён орденом Virtuti Militari V степени, орденом «Крест Грюнвальда» III степени, Серебряным крестом Заслуги, медалью «За Варшаву 1939—1945» и другими наградами.